# Puerto Asís
Puerto Asís es un municipio colombiano localizado en el departamento del Putumayo. Conocido como la capital comercial del Putumayo por su predominio de las actividades del sector terciario o servicios en su economía que lo convierten el municipio con mayor peso relativo municipal en el valor agregado departamental (28,2%).
Puerto Asís tiene el honor de ser el único municipio en Colombia que supera en población a su capital departamental, con unos 73 893 habitantes, según el censo nacional de 2018.

## Geografía
Puerto Asís se encuentra localizado sobre la margen izquierda del río Putumayo, su casco urbano se ubica cerca a la desembocadura del río Guamuez sobre el río Putumayo.
| Límites.   | Límites.                              |
| ---------- | ------------------------------------- |
| SUR:       | República del Ecuador                 |
| NORTE:     | Puerto Caicedo y Puerto Guzmán        |
| OCCIDENTE: | Orito, Valle de Guamuez y San Miguel. |
| ORIENTE:   | Puerto Leguizamo.                     |

La totalidad de sus territorios son planos o ligeramente ondulados, pertenecientes a la Amazonia, y por la conformación de su relieve, únicamente ofrecen el piso térmico cálido.

### Clima

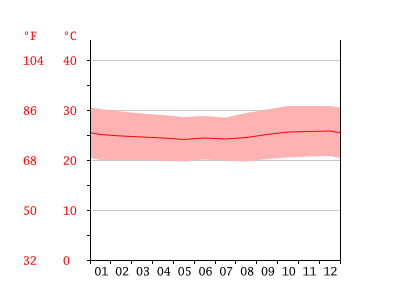
DIAGRAMA DE TEMPERATURA PUERTO ASÍS.Con un promedio de 25.8 ℃, diciembre es el mes más cálido. mayo es el mes más frío, con temperaturas promediando 24.1 ℃.

El clima es tropical, con precipitaciones significativas. Incluso en el mes más seco hay mucha lluvia. Esta ubicación está clasificada como Af por Köppen y Geiger. La temperatura aquí es en promedio 24.9 °C. En un año, la precipitación media es 3850 mm.

## División Político-Administrativa
Además de su Cabecera municipal. Puerto Asís tiene bajo su jurisdicción los siguientes Centros poblados:
- Brisas de Hong Kong
- Campo Alegre
- Caña Brava
- El Muelle
- La Cabaña
- La Carmelita
- La Libertad
- Piñuña Blanco
- Planadas
- Puerto Vega
- Santana
- Sinaí (Achapos)
- Teteye

## Historia
Fue fundado el 3 de mayo de 1912 por los religiosos misioneros capuchinos, el padre Estanislao de Les Corts y el hermano Ildefonso de Tulcán. La población tomó el nombre de la patria de San Francisco (Italia), y como padre espiritual al santo de Asís.
En abril de 1914, el pueblo tenía ya 50 casas habitadas y más de 200 hombres, sin contar los niños, las mujeres y los indios. Siguió progresando interrumpidamente. La misión fundó uno de sus grandes internados para educación de los indígenas y los hijos de los colonos. Ese mismo año, Las Hermanas Franciscanas se hicieron cargo de la educación en el pueblo.
Con la llegada del camino de herradura en 1931, la localidad se vio de nuevo impulsada. Con el fin de reafirmar la soberanía de Colombia en estos territorios acosados permanentemente por el Perú, el gobierno instaló en la región programas especiales, los que le dieron gran impulso al pueblo.
Puerto Asís fue el centro nacional cuando Colombia inició la guerra con la república del Perú. Al río Putumayo llegaron la Fuerza Aérea Colombiana desde Cartagena y Bogotá, y el Gobierno Nacional con el presidente Enrique Olaya Herrera. Para afirmar que era soberanía colombiana se construyó el Aeropuerto Tres de Mayo en 1954, por orden del general Gustavo Rojas Pinilla.
Al entrar la carretera en 1953, se convirtió en centro de intercambio comercial con Mocoa, el Valle de Sibundoy y Pasto.

Fue erigido Municipio el 24 de octubre de 1967.

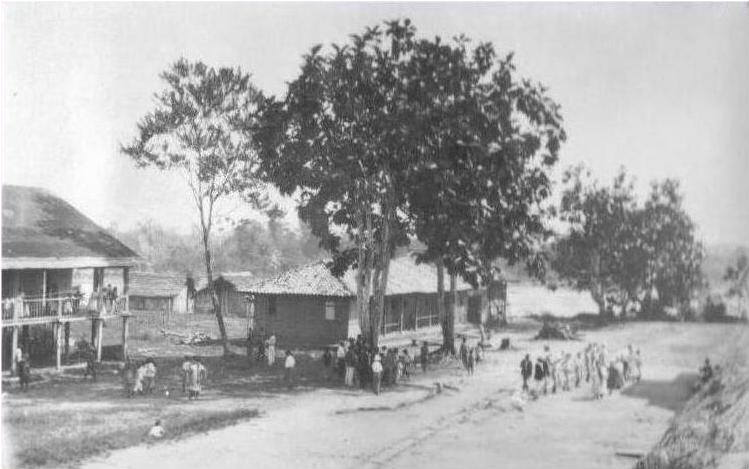
Puerto Asís en 1912.

## Economía
El río Putumayo aporta significativamente a la economía del municipio, generando empleos y activando el comercio gracias al uso del río como medio de transporte de carga fluvial y de pasajeros. Las embarcaciones cuando se dirigen hasta Leticia abastecen a la población que habita en la ribera del río de bienes de primera necesidad, insumos y maquinaria para labores agrícolas entre otros. Estas mismas embarcaciones cuando se dirigen de Leticia a Puerto Asís, transportan y comercializan madera y pesca. 
En el sector primario de la economía se desarrollan actividades agrícolas entre las que se destacan los cultivos de productos tradicionales y frutales como plátano, yuca, maíz, arroz, caña panelera, chontaduro, piña y palmito, principalmente.
Las actividades pecuarias se relacionan básicamente con la cría de ganado vacuno, para el 2005 reportó una población de 32.380 cabezas de ganado establecidas en 11 600 has. de pasto, y en menor proporción con porcicultura (4600 animales), avicultura (66 000 animales) y piscicultura
De acuerdo con información de CORPOAMAZONÍA, entre el período 2002-2007 se aprovecharon 38 049,9 m³ de madera en bruto de especies comerciales conocidas localmente como: amarillo, sangretoro, arenillo, caimo, popa, caracolí y bilibil principalmente.
En el sector secundario, Puerto Asís cuenta con una planta de reciclaje para la producción de “madera plástica”.
El sector terciario presenta una alta actividad comercial, complementada con la prestación de servicios relacionados con salud, saneamiento básico, notariado y registro, educación, banca, transporte de carga y pasajeros, etc.
El sector cuaternario o de Investigación y Desarrollo (R&D) no presenta una actividad significativa.

## Transporte

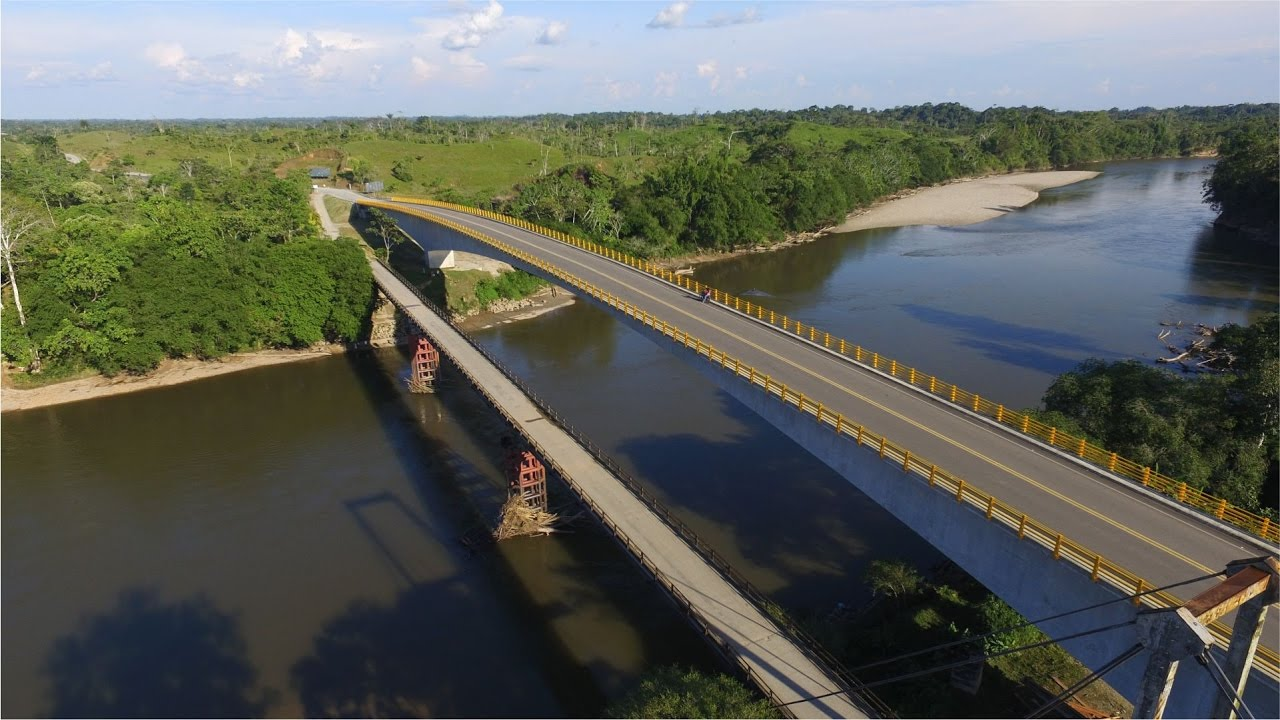
Puente sobre el río Putumayo en Puerto Asís. Ruta nacional 45 - Vía Puerto Asís - Orito.

- VÍA TERRESTRE: Puerto Asís se conecta con el resto de Colombia gracias a la Ruta Nacional 45 que lo enlaza con el centro del país y con la República del Ecuador. Las principales ciudades más cercanas a Puerto Asís son Pasto (215,4 km) y Neiva (407 km).

- VÍA FLUVIAL: A través del río Putumayo, Puerto Asís se conecta con el departamento del Amazonas y su capital Leticia, además por medio de esta vía de transporte es posible viajar a diferentes asentamientos ubicados a lo largo de la ribera del río Putumayo, tanto de Colombia como de Ecuador, Perú y Brasil donde el río Putumayo desemboca en el río Amazonas.

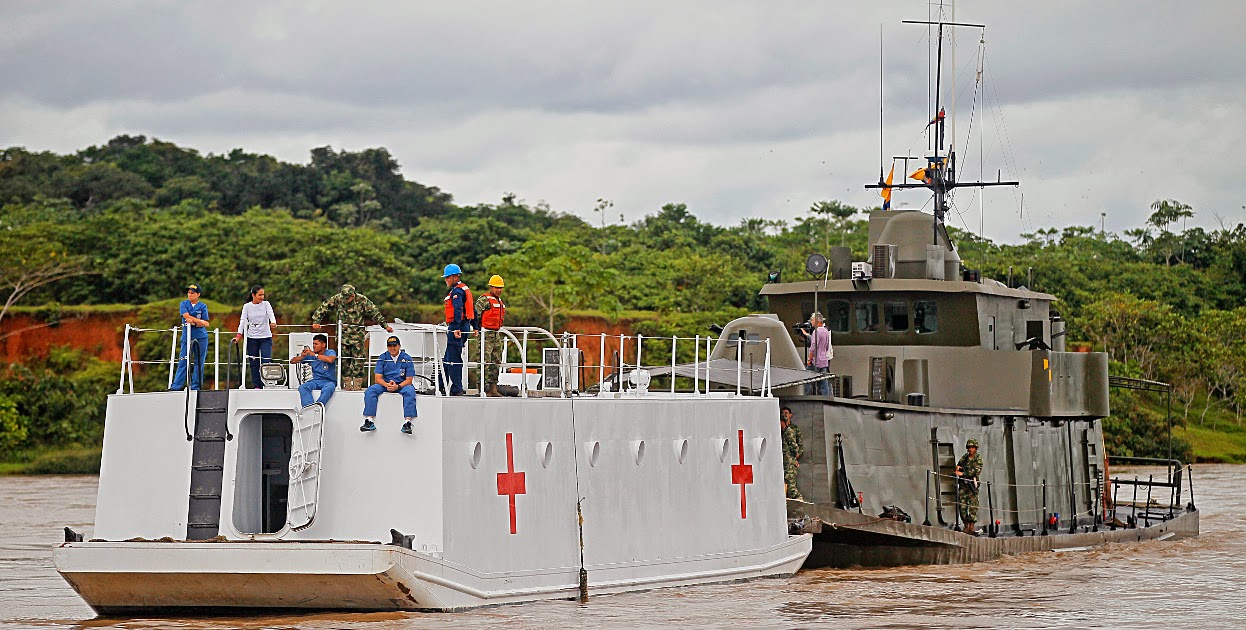
Jornada binacional Colombia - Ecuador para ayuda y asistencia a comunidades ribereñas del río Putumayo.

- VÍA AÉREA: Puerto Asís cuenta con el aeropuerto 3 de mayo, el más grande y desarrollado del departamento, se encuentra ubicado cerca al centro de la ciudad y sobre la carretera que comunica con la capital del departamento del Putumayo (Mocoa). Actualmente operan allí tres aerolíneas comerciales y sirve de tránsito a diversas aeronaves militares y privadas en su gran mayoría de la industria petrolera. Cuenta con una torre de control aproximada de 26 metros de altura. Su nombre hace honor a la fecha de cumpleaños del municipio. En él operan las aerolíneas Satena, EasyFly y Santa. Código IATA: PUU. Código OACI:SKAS.

#### Destinos nacionales Aeropuerto Tres de Mayo
| Ciudades                        | Nombre del aeropuerto                           | Satena | EasyFly | Santa Archivado el 30 de junio de 2019 en Wayback Machine. |
| ------------------------------- | ----------------------------------------------- | ------ | ------- | ---------------------------------------------------------- |
| Bogotá                          | Terminal Puente Aéreo                           | •      | •       |                                                            |
| Cali                            | Aeropuerto Internacional Alfonso Bonilla Aragón | •      | •       |                                                            |
| Ipiales                         | Aeropuerto San Luis                             | •      |         |                                                            |
| Neiva                           | Aeropuerto Benito Salas                         |        | •       | •                                                          |
| Puerto Leguízamo                | Aeropuerto Caucaya                              | •      |         | •                                                          |
| Total: 5 destinos, 3 aerolíneas | Total: 5 destinos, 3 aerolíneas                 | 4      | 3       | 2                                                          |

Fuente: Aeropuerto Tres de Mayo#Destinos nacionales

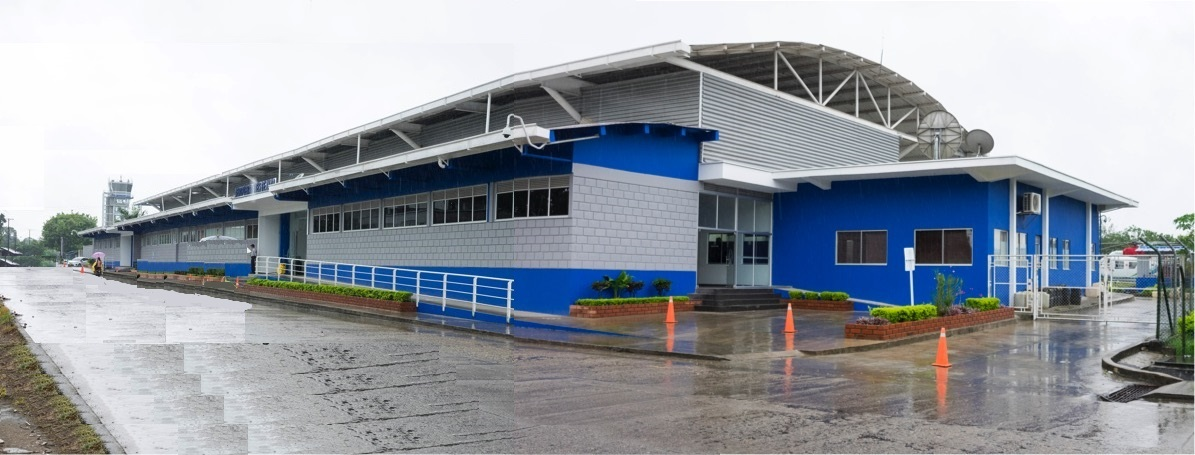
Aeropuerto Tres de Mayo

## Infraestructura

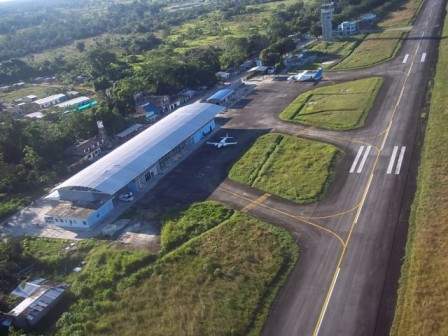
Vista aérea Aeropuerto Tres de Mayo.

La infraestructura vial: cuenta con cerca de 266 km de vías entre primarias, secundarias y terciarias, de las que se destacan las que comunican a Puerto Asís con Puerto Caicedo. La red vial municipal, en regular estado, comunica a Puerto Asís con sus asentamientos rurales.
Puerto Asís cuenta con la principal infraestructura aérea del departamento representada por el Aeropuerto Tres de Mayo, clase D, que tiene una pista de 1600 m de largo por 40 m de ancho. Este aeropuerto cuenta con los servicios de la aerolínea Satena, entre otras, con vuelos diarios.
El Municipio cuenta con energía permanente a través de la línea de transmisión Mocoa - Puerto Asís de 115 kW. De acuerdo con la información del censo 2005 del DANE el municipio cuenta con una cobertura del 64,9 % en el servicio de energía.
La cobertura de acueducto municipal alcanza el 19,5 % de la población, siendo el resto de la población abastecido con aguas subterráneas abundantes en la zona, para lo cual se usan pozos o cisternas.

## Cultura

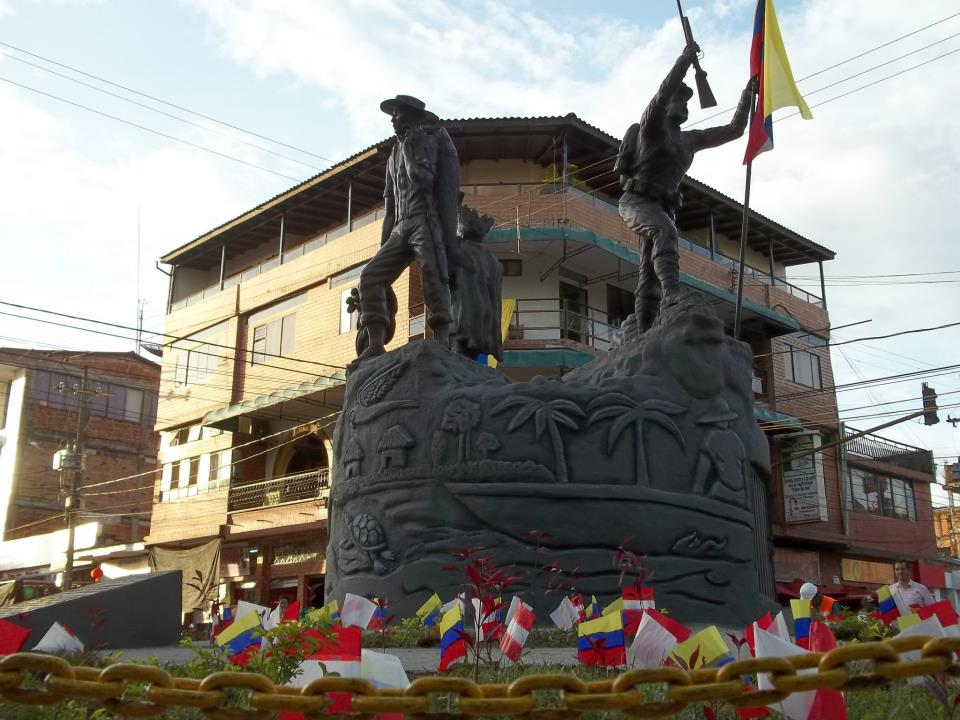
Monumento al Centenario.

Del 3 al 7 de enero se celebran los Carnavales de Negros y Blancos.
El 3 de enero se realiza la Regata por el río Putumayo en la que más de 6000 personas se lanzan a navegar en neumáticos y balsas artesanales por el río Putumayo, desde el puente El Ferri, en Santana, ubicado a 17 kilómetros de la cabecera municipal,  hasta el puerto de Hong Kong, en un recorrido de aproximadamente 5 horas de duración, siendo este un gran atractivo que congrega a miles de turistas de todo el país.
El 4 de enero es destinado en los Carnavales como el Día Multicolor, el 5 es el Día de los Negros, el 6 es el Día de los Blancos y se cierran las festividades con la coronación de la Reina del Carnaval el 7 de enero.
Durante la primera semana de mayo se celebra el cumpleaños de la fundación del municipio, en donde se realizan actividades culturales como el Encuentro de Colonias, el Festival de la canción inédita Maguaré de Oro y el encuentro Interdepartamental de Danzas, entre otros y varios eventos deportivos, organizados por la Alcaldía de Puerto Asís.
En agosto se lleva a cabo la feria ganadera Expoasís, ya que históricamente Puerto Asís ha sido reconocido como municipio ganadero. Esta feria cuenta con cabalgata, exposición equina, concurso canino y la exposición ganadera, en la que participan las mejores haciendas del Putumayo, de los departamentos vecinos y de la zona fronteriza de Ecuador. También se realiza el Reinado Departamental de la Ganadería.
El 3 de octubre se realizan las fiestas patronales de la ciudad, en homenaje a San Francisco de Asís, en cuya programación se incluye el concurso de narrativa oral La selva todo un cuento, organizadas y promovidas por la Iglesia Católica.

## Hidrografía
Puerto Asís se encuentra rodeado por las aguas de los ríos Acáe, Cocayá, Cohembí, Guamuez, Juanambú, Manzoyá, Mecayá, Piñuña Blanco, Putumayo, entre otros, además de numerosas quebradas y fuentes de menor caudal.

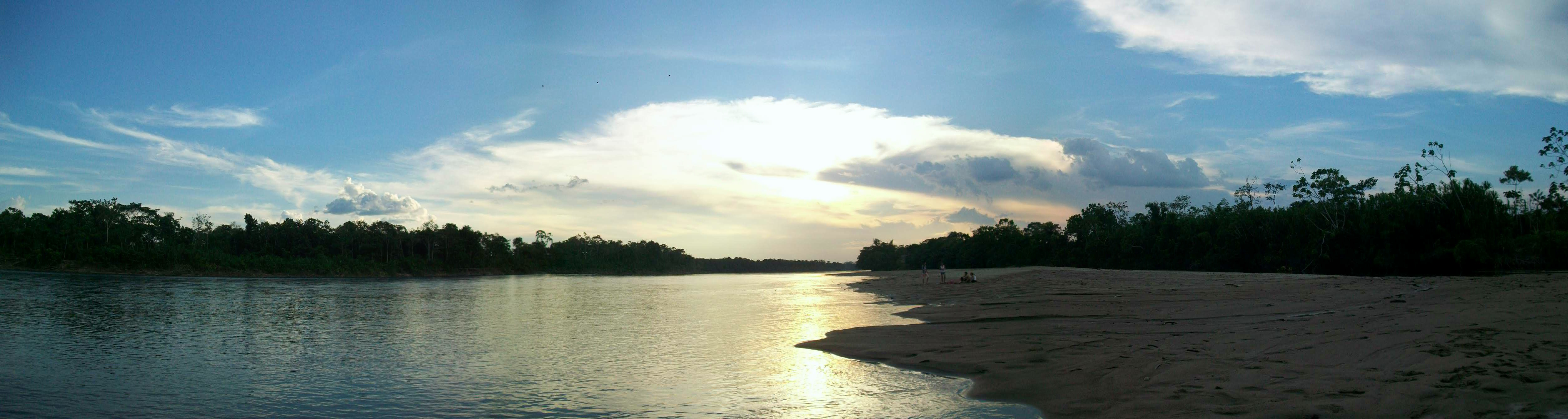
Atardecer sobre el río Putumayo.

## Estructura organizacional municipal
| Puerto Asís  | Puerto Asís | Puerto Asís                |
| Departamento | Código DANE | Categoría municipal (2023) |
| ------------ | ----------- | -------------------------- |
| Putumayo     | 86568       | Sexta                      |

- Personería: Es un centro del Ministerio Público de Colombia que ejerce, vigila y hace control sobre la gestión de las alcaldías y entes descentralizados; velan por la promoción y protección de los derechos humanos; vigilan el debido proceso, la conservación del medio ambiente, el patrimonio público y la prestación eficiente de los servicios públicos, garantizando a la ciudadanía la defensa de sus derechos e intereses.

- Concejo Municipal: Es la suprema autoridad política del municipio. En materia administrativa sus atribuciones son de carácter normativo. También le corresponde vigilar y hacer control político a la administración municipal. Se regulan por los reglamentos internos de la corporación en el marco de la Constitución Política Colombiana (artículo 313) y las leyes, en especial la Ley 136 de 1994 y la Ley 1551 de 2012.

Constituido por 15 concejales por un periodo de 4 años. 
- Alcaldía Municipal: En esta se encuentra la administración municipal y las entidades descentralizadas del municipio.

El alcalde se pronuncia mediante decretos y se desempeña como representante legal, judicial y extrajudicial del municipio. El actual alcalde municipal es Jorge García López (2024-2027), elegido por voto popular.
- JAL.